# Divisão N.º 11 (Alberta)
A Divisão N.º 11 é uma das  divisões do censo da província canadense de Alberta, conforme definido pela Statistics Canada. Cercando a cidade de Edmonton, capital e segunda maior cidade de Alberta, a maioria da divisão compreende a Região da Capital de Alberta, enquanto as parcelas ocidentais e do sul da divisão estão situadas dentro da Região Central. A divisão também forma o segmento norte do Corredor Calgary–Edmonton.